# Скельний дуб (заповідне урочище)
Ске́льний дуб — заповідне урочище місцевого значення в Україні. Розташоване в межах Самбірського району Львівської області, на північ від міста Добромиль, неподалік від села Губичі. 
Площа 16 га. Оголошено згідно з рішенням Львівської облради від 9.10.1984 року № 495. Перебуває у віданні ДП «Старосамбірський лісгосп» (Добромильське лісництво, кв. 10, вид. 2). 
Статус надано з метою збереження острівного природного насадження дуба скельного. Урочище — єдине в Передкарпатті рідкісне за структурою угруповання з дуба скельного та ялиці білої. 
Заповідне урочище має наукове, пізнавальне й естетичне значення. 